# Белоглазка-монашка
Белоглазка-монашка (лат. Zosterops melanocephalus) — вид воробьиных птиц из семейства белоглазковых (Zosteropidae).

## Таксономия
Иногда эту птицу считают подвидом Zosterops lugubris (син.: Speirops lugubris).

## Распространение
Эндемики Камеруна. Обитают в основном в окрестностях горы Камерун. Живут в субтропических или тропических лесах и кустарниках.

## Описание
Длина тела 12 см. Горло белое. Вокруг глаза узкое белое кольцо. Остальная часть головы черноватая, верхняя сторона коричневая, а нижняя — сероватая с коричневато-желтым оттенком и белыми «бёдрами».

### Вокализация
Песня резкая, сильная и свистящая, как флейта.

## Охранный статус
МСОП присвоил виду охранный статус VU. Размер популяции по оценке составляет менее 10 000 взрослых особей.